# Le Coudray-Macouard
Le Coudray-Macouard är en kommun i departementet Maine-et-Loire i regionen Pays de la Loire i nordvästra Frankrike. Kommunen ligger i kantonen Montreuil-Bellay som tillhör arrondissementet Saumur. År 2022 hade Le Coudray-Macouard 935 invånare.

## Befolkningsutveckling
Antalet invånare i kommunen Le Coudray-Macouard
| Referens: INSEE |